# John Guidetti
John Alberto Guidetti oder kurz John Guidetti (* 15. April 1992 in Stockholm) ist ein schwedischer Fußballspieler. Der Stürmer steht seit 2022 beim AIK Solna unter Vertrag. Durch seine Spielweise, speziell aufgrund seiner physischen Präsenz auf dem Spielfeld, bekam er von den englischen Medien den Beinamen „The Swedish Wayne Rooney“.

## Werdegang

### Nachwuchsspieler in Schweden, Kenia und England
Guidetti wuchs als Sohn eines Entwicklungshelfers in Schweden und Kenia auf. Im Alter von drei Jahren zog er erstmals mit seiner Familie nach Afrika, als sein Vater ein Schulprojekt in den Slums von Nairobi leitete. 1998 kehrte sie nach Schweden zurück, wo der Sohn – durch das im Fernsehen beobachtete Weltmeisterschaftsturnier 1998 für Fußball begeistert – sich der Jugend des Stockholmer Klubs IF Brommapojkarna anschloss. Beim vor allem für seine Nachwuchsarbeit bekannten Verein spielte er bis 2002, ehe er im Alter von zehn Jahren erneut mit der Familie nach Kenia ging. Dort initiierte der Vater mit den Impala Bromma Boys einen Ableger des IF Brommapojkarna, für den der Sohn in der Folge spielte. Ein Jahr später schloss er sich der mehrfach für den Friedensnobelpreis nominierten Mathare Youth Sports Association an, zudem gehörte er der in kurzer Entfernung zur schwedischen Schule gelegenen Jugendakademie von Ligi Ndogo an. Nachdem er dort unter den Augen seines Vaters trainiert hatte, fuhren die beiden häufig nach Kibera, um dort mit anderen Jungen zu kicken.
Nach der erneuten Rückkehr nach Schweden schloss sich Guidetti abermals IF Brommapojkarna an. Alsbald wurde er auch von den Verantwortlichen des Svenska Fotbollförbundet als eines der größten Offensivtalente des Landes in die Nachwuchsnationalmannschaften berufen, 2007 debütierte er in der schwedischen U15-Nationalmannschaft auf internationaler Ebene. Bei seinem Verein rückte er 2008 in den Kader der aus der Allsvenskan abgestiegenen Wettkampfmannschaft auf und kam in der Zweitliga-Spielzeit 2008 zu zwei Kurzeinsätzen ohne Torerfolg in der Superettan, am Saisonende durfte er nach den gewonnenen Relegationsspielen gegen Ljungskile SK den Wiederaufstieg in die höchste Spielklasse des Landes feiern.
Die starke Saison der großteils mit Talenten bespickten Mannschaft blieb jedoch nicht unregistriert und zog über die Spielzeit verschiedene Scouts internationaler Vereine an. Nach dem Aufstieg musste der Verein daraufhin mit Albin Ekdal, der nach Italien zu Juventus Turin wechselte, und Guidetti, der von seinem Landsmann Sven-Göran Eriksson zu Manchester City geholt wurde, seine beiden größten Talente ziehen lassen.
Bei City wurde er in Folge in die Academy eingegliedert und lief vorerst für die U18 des Vereins auf. Nach 13 Toren in ebenso vielen Einsätzen für die Academy und dem Gewinn der Al-Ain Trophy im Februar 2010 konnte er vor allem in mehreren Spielen für die City-Reserve erstmals auf sich aufmerksam machen. Dem Siegtor beim 3:2 im Testspiel gegen den FC Bury ließ er am 1. März 2010 einen lupenreinen Hattrick beim 4:1 in der Reserve League gegen den FC Burnley folgen.
Auch auf internationaler Ebene reüssierte Guidetti: Nachdem er zwischen 2007 und 2008 in sieben Einsätzen für die schwedische U16 insgesamt vier Mal getroffen hatte, rückte er frühzeitig 2008 bereits in die U17-Auswahl auf. Am 9. Oktober 2009 schoss er beim 4:4 gegen den frischgebackenen U17-Vize-Europameister Niederlande alle vier Tore seiner Mannschaft, davon drei innerhalb der ersten Spielhälfte. Insgesamt schoss er für die U17-Nationalmannschaft in elf Spielen acht Tore.

### Wanderjahre als Leihspieler
Trotz seiner guten Leistungen im Nachwuchsbereich und der Reservemannschaft rückte Guidetti nicht zur Wettkampfmannschaft auf. Am 15. April 2010 verlieh ihn der Klub an seinen Jugendklub IF Brommapojkarna. Dort gehörte er auf Anhieb zu den Stammspielern in der Anfangsphase der Spielzeit 2010. Gemeinsam mit Sturmpartner Pablo Piñones-Arce bildete er ein kongeniales Offensiv-Duo, das großen Anteil am kurzzeitigen Höhenflug der Mannschaft hatte. Guidetti kam in allen acht möglichen Spielen zum Einsatz, in denen er drei Tore schoss und ebenso viele vorbereitete. In der Folge wurde er im Mai erstmals in die schwedische U21-Nationalmannschaft nominiert, sein Debüt feierte er jedoch erst Anfang Juni beim 1:0-Sieg in der Europameisterschaftsqualifikation gegen Israel.
In Folge bemühte sich BP, den Spieler über den Juni hinaus weiter auszuleihen, was City-Trainer Roberto Mancini jedoch mit der Begründung ablehnte, ihm zur neuen Saison eine Chance im Profikader geben zu wollen. Ohne Guidetti rutschte BP wieder ans Tabellenende ab und stieg schlussendlich am Ende der Spielzeit in die Superettan ab.
In Folge war er während der Vorbereitung zur Spielzeit 2010/11 im Kader der Profimannschaft und debütierte am 23. Juli 2010 während der 0:2-Niederlage im Testspiel gegen Sporting Lissabon in der Wettkampfmannschaft. Im September kam er im League Cup zu seinem Pflichtspieldebüt in der ersten Mannschaft, ehe er Ende November erneut verliehen wurde und bis zum Jahresende an den FC Burnley in die zweitklassige Football League Championship abgegeben wurde. Hier erzielte er am Boxing Day beim 2:1-Auswärtserfolg seinen ersten Profitreffer im englischen Fußball. Es blieb sein einziges Tor in fünf Spielen für die „Clarets“, da das Leihgeschäft nicht verlängert wurde und er im Januar zu Manchester City zurückkehrte.
Im Sommer 2011 kam es rund um den auslaufenden Ausbildungsvertrag bei Manchester City um eine Kontroverse mit Twente Enschede, die vermeintlich mit Guidetti bereits eine Einigung über einen Vertrag erreicht und diesen damit ablösefrei verpflichtet hätten. Die Interessengemeinschaft Federatie Betaald Voetbal Organization ließ ein Gutachten erstellen, nachdem der mit Guidettis Vater ausgehandelte Vertrag rechtsgültig sei. Letztlich blieb Guidetti jedoch bei Manchester City, wurde aber vor der Saison 2011/12 erneut ausgeliehen, dieses Mal an Feyenoord in die Niederlande. Direkt bei seinem Debüt am fünften Spieltag der Spielzeit 2011/12 erzielt er sein erstes Tor in der Eredivisie, als er beim 3:1-Auswärtssieg bei NAC Breda den letzten Treffer zum Endstand beitrug. Auch in der Folge war er ein regelmäßiger Torschütze und empfahl sich somit für die schwedische A-Nationalmannschaft, in die er im Frühjahr 2012 erstmals berufen wurde. Am 29. Februar 2012 wechselte ihn Nationaltrainer Erik Hamrén beim 3:1-Sieg der Schweden über Kroatien zur zweiten Halbzeit beim Stand von 1:1-Unentschieden ein, Sebastian Larsson führte die Nordeuropäer mit einem Doppelpack noch zum Auswärtserfolg. Bis Ende April traf er in 23 Spielen 20 Mal, dabei gelangen ihm in drei Partien jeweils drei Tore. Anschließend musste er aufgrund einer Virus-Infektion pausieren, die sein zentrales Nervensystem in Mitleidenschaft zog. Dies hatte zur Folge, dass bei Guidetti Gefühlsstörungen im rechten Bein auftraten, die ihn zunächst zu einer mehrmonatigen Reha-Maßnahme zwangen und damit auch eine mögliche Teilnahme an der Europameisterschaftsendrunde 2012 verhinderten.
Mitte März 2013 kehrte Guidetti auf das Fußballfeld zurück und lief für die U21-Mannschaft von Manchester City auf. In sieben Spielen für Manchesters Reserve-Team erzielte er sechs Tore. Ende April verletzte er sich jedoch erneut. Eine Knie-Operation setzte ihn anschließend erneut langfristig außer Gefecht, nach knapp halbjähriger Spielpause kam er Anfang November 2013 erstmals wieder im U21-Spiel gegen Norwich City zum Einsatz. Schnell kehrte er auch wieder in die schwedische U21-Auswahlmannschaft zurück, in der er unter Trainer Håkan Ericson Stammspieler war – und bei seinem ersten Spiel nach der Rückkehr zwei Tore zum 5:0-Sieg gegen maltesische U21-Nationalmannschaft im Rahmen der Qualifikation zur U21-EM-Endrunde 2015 beitrug.
Um Spielpraxis zu sammeln, wechselte Guidetti am 13. Januar 2014 auf Leihbasis bis zum Saisonende zum Ligakonkurrenten Stoke City. Hier kam er unter Trainer Mark Hughes nicht über den Status eines Ergänzungsspielers hinaus und bestritt seine sechs Ligaeinsätze in der höchsten englischen Spielklasse allesamt als Einwechselspieler.
Anfang September 2014 wurde Guidetti bis zum Ende der Saison 2014/15 in die Scottish Premiership an Celtic Glasgow ausgeliehen. Dabei wurden die notwendigen Transferunterlagen zwar erst nach Ablauf der Transferfristen eingereicht, der Wechsel jedoch seitens der FIFA nach einem Begehren des schottischen Klubs vollzogen. Dennoch verzichtete Celtic darauf, Guidetti in den 25 Spieler umfassenden, bei der UEFA angemeldeten Kader für die Gruppenphase der UEFA Europa League 2014/15 zu melden. Für die Mannschaft debütierte Guidetti am 6. Spieltag der Premiership gegen den FC Aberdeen, als er für den langjährigen Kapitän Scott Brown eingewechselt wurde. Nach drei Wochen traf der Stürmer beim 3:0-Sieg in der 3. Runde des Schottischen Ligapokals, gegen Heart of Midlothian zum ersten Mal im Trikot der Bhoys. Drei Tage später erzielte der Schwede zwei Tore beim 2:1-Erfolg gegen den FC St. Mirren in der Premiership. Bis zum Ende der Spielzeit 2014/15 erzielte er acht Tore in der Premiership und trug an der Seite von Leigh Griffiths, Kris Commons, Craig Gordon und Stefan Johansen als viertbester vereinsinterner Torschütze zum Gewinn des Meistertitels bei. Im Pokalwettbewerb war er mit der Mannschaft im Halbfinale am späteren Sieger Inverness Caledonian Thistle mit einer 2:3-Niederlage nach Verlängerung gescheitert, dabei hatte er den zwischenzeitlichen 2:2-Ausgleich erzielt. Parallel blieb er auch mit der schwedischen Juniorennationalmannschaft in der Erfolgsspur, als vor den letzten beiden Spieltagen der Qualifikation neben Schweden noch Griechenland, Türkei und Polen um den Gruppensieg spielten. Wenige Tage nach einem 3:0-Erfolg über Griechenland gewann die Mannschaft gegen die bis dato punktgleichen Türken mit 4:3 – Oscar Hiljemark erzielte den Siegtreffer in der Nachspielzeit – und profitierte von der gleichzeitigen Niederlage der polnischen Mannschaft in Griechenland, so dass diese noch mit einem Punkt Vorsprung vom ersten Tabellenplatz verdrängt wurde. In den anschließenden Play-off-Spielen gegen Frankreich standen die Westeuropäer nach einem 2:0-Hinspielerfolg schon mit einem Bein in der Endrunde, zumal im Rückspiel nach zwischenzeitlicher 3:0-Führung der Schweden durch den doppelt erfolgreichen Isaac Kiese Thelin und ein Tor von Oscar Lewicki Layvin Kurzawa in der 87. Spielminute das für die Auswärtstorregel bedeutende Tor zum 3:1 erzielte. Kurz darauf schoss Lewicki jedoch mit dem Treffer zum 4:1 die Mannschaft um Guidetti, Abdul Khalili, Joseph Baffo und Mannschaftskapitän Alexander Milošević zur EM-Endrunde nach Tschechien. Guidettis gute Form im Herbst zeigte sich auch darin, dass er im Oktober 2014 in der schottischen Meisterschaft als Spieler des Monats ausgezeichnet wurde und im November in die A-Nationalmannschaft zurückkehrte, als diese durch ein Tor von Raphaël Varane in der Schlussphase mit einer 0:1-Niederlage der französischen A-Nationalmannschaft unterlag.

### U21-Europameister, WM 2018 sowie Vereine in Spanien und Deutschland
Nach Ablauf des Leihgeschäftes mit Celtic war Guidetti ab Sommer 2015 zunächst vereinslos, da auch sein Vertrag bei Manchester City ausgelaufen war. Zunächst nahm er jedoch an der U21-EM-Endrunde im Juni des Jahres teil. Beim 2:1-Auftaktsieg gegen Italien erzielte er mit dem Treffer zum zwischenzeitlichen 1:1-Unentschieden das erste Turniertor der Skandinavier. Nach einer 0:1-Niederlage gegen England durch ein Tor von Jesse Lingard qualifizierte sich die Mannschaft durch ein 1:1-Remis im abschließenden Gruppenspiel gegen Portugals Nachwuchsauswahl für das Halbfinale, Dank des Treffers von Simon Tibbling kurz vor Abpfiff war die Mannschaft punktgleich mit den Italienern, bei schlechterer Tordifferenz entschied der direkte Vergleich jedoch zugunsten der Schweden. Beim 4:1-Halbfinalerfolg über die dänische U21-Nationalmannschaft eröffnete Guidetti mit seinem zweiten Turniertreffer per Strafstoß den Torreigen. Auch im Endspiel, in dem Portugal abermals als Gegner gegenüberstand, brachte er als erster den Ball erfolgreich ins Netz, als nach 120 torlosen Spielminuten das Elfmeterschießen anstand. Dort avancierte Torwart Patrik Carlgren zum Matchwinner, als er die Elfmeter von Ricardo Esgaio und William Carvalho parierte und Schweden zum ersten Titelgewinn führte.
Wenige Tage nach dem Endspiel unterzeichnete Guidetti einen Fünf-Jahres-Vertrag bei Celta Vigo und wechselte in die spanische Primera División. In der Saison 2015/16 war er über weite Strecken der Saison Stammspieler und trug mit sieben Toren in 35 Spielen zur Qualifikation für die UEFA Europa League 2016/17 als Tabellensechster bei. Auch in der schwedischen A-Nationalmannschaft hatte er sich etabliert und wurde von Hamrén in das Aufgebot Schwedens für die EM-Endrunde 2016 in Frankreich aufgenommen. In der Auftaktpartie gegen Irland kam er im letzten Drittel beim Stand von 0:1 ins Spiel, gegen Italien stand er danach in der Startaufstellung. Im entscheidenden Spiel gegen Belgien war er wieder Einwechselspieler, konnte aber die Niederlage und damit das Vorrunden-Aus nicht verhindern.
In der folgenden Saison kam Guidetti in der Meisterschaft seltener zum Einsatz, die Mannschaft verpasste als Tabellendreizehnter den erneuten Einzug ins internationale Geschäft. Dafür war sie in den Pokalwettbewerben um so erfolgreicher: im Europapokal schied die Mannschaft erst im Halbfinale nach einer 0:1-Heimniederlage und einem 1:1-Unentschieden im Old Trafford gegen den späteren Sieger Manchester United aus, in der Copa del Rey 2016/17 bezwang sie im Viertelfinale Real Madrid, ehe sich im Halbfinale Deportivo Alavés durchsetzte. Nachdem Guidetti in der ersten Hälfte der Spielzeit 2017/18 für Celta Vigo lediglich acht Einsätze als Einwechselspieler verbuchen konnte, wurde er im Januar 2018 für sechs Monate an den Ligarivalen Deportivo Alavés verliehen. Dort war er bis zum Saisonende Stammspieler, in 17 Ligaspielen erzielte er drei Tore und wurde schließlich nach Ablauf des Leihvertrags fest verpflichtet.
Im Sommer 2018 gehörte Guidetti unter Nationaltrainer Janne Andersson zum schwedischen Kader für das WM-Turnier in Russland. Er kam einmal in der Gruppenphase sowie im gegen England verlorenen Viertelfinale zum Einsatz.
Mitte Januar 2020 verliehen die Spanier den Schweden bis zum Ende der Saison 2019/20 in die deutsche 2. Bundesliga an Hannover 96. Nach Saisonende kehrte er nach Alavés zurück.
2022 kehrte Guidetti in seine Heimat zurück zum AIK Solna.

## Privates
Guidettis Großvater väterlicherseits ist Italiener. Eine Zeit seiner Jugend verbrachte er in Kenia, wo sein Vater an einem Schulprojekt in Nairobi arbeitete. Das Fußballspielen mit vorrangig älteren Kindern in den Slums von Nairobi bezeichnet Guidetti im Nachhinein als einen wichtigen Aspekt in seiner Entwicklung, sowohl als Fußballer als auch als Person. Er ist Gründer der John Guidetti Foundation, die sich für arme Kinder in Afrika einsetzt.

## Erfolge
IF Brommapojkarna
- Aufstieg in die Allsvenskan: 2008[36]

Manchester City
- Al-Ain-Trophy-Sieger: 2010[8]

Celtic Glasgow
- Schottischer Meister: 2015
- Schottischer Ligapokal: 2015

Nationalmannschaft
- U21-Europameister 2015 mit Schweden